# Christian Aigner
Christian Aigner (* 2. Juni 1985 in Salzburg) ist ein ehemaliger österreichischer Handballspieler.

## Karriere
Der gebürtige Salzburger spielte in der Jugend bei UHC Salzburg. 2003 startete er seine aktive Profi-Karriere beim Rekordmeister A1 Bregenz, dort blieb er bis zu seinem Wechsel 2007 zum ULZ Schwaz. Seit der Kooperation zwischen dem ULZ Schwaz und HIT Innsbruck ist er für die HLA-Mannschaft von Handball Tirol aktiv. Nach der Saison 2014/15 beendete Aigner seine Karriere als Spieler und wechselte als Torwarttrainer in den Betreuerstab des Vereins.
Aigner war bereits mehrmals für die österreichische Handballnationalmannschaft im Einsatz, sein Debüt feierte er am 20. Dezember 2011 gegen Algerien.

## Erfolge
- 2 × österreichischer Pokalsieger (mit dem ULZ Schwaz, A1 Bregenz)
- 4 × Österreichischer Meister (mit A1 Bregenz)